# Локалита Варено (Бреша)
Локалита Варено је насеље у Италији у округу Бреша, региону Ломбардија.
Према процени из 2011. у насељу је живело 6 становника. Насеље се налази на надморској висини од 1390 м.